# Pieter Groot
Pieter Groot (Wormer, 20 januari 1916 – Hoogkarspel, 22 januari 1992) was een Nederlands politicus van de KVP en later het CDA.
Hij was nog maar 16 toen hij in september 1932 zijn ambtelijke loopbaan begon als volontair bij de gemeentesecretarie van Wormer en vier jaar later werd hij ambtenaar bij de gemeente Beverwijk. In mei 1940 ging hij lesgeven aan het  opleidingsinstituut Laurillard in Den Haag maar in juli van dat jaar keerde hij al terug naar Beverwijk en kort daarop ging hij als commies werken bij de gemeente Wormer. Omdat hij geholpen had bij het vervalsen van persoonsbewijzen moest hij in 1944 onderduiken. In maart 1947 werd Groot benoemd tot burgemeester van Hoogkarspel, wat hij zou blijven tot die gemeente in januari 1979 opging in de gemeente Bangert (later hernoemd naar Drechterland). Begin 1992 overleed Groot op 76-jarige leeftijd.